# Notosphaeridion brevithorax
Notosphaeridion brevithorax là một loài bọ cánh cứng trong họ Cerambycidae.